# Шарнхорст (линеен кораб, 1936)
Вижте пояснителната страница за други значения на Шарнхорст.
Шарнхорст е германски линеен кораб от времето на Втората световна война. Главен кораб на едноименния тип линейни кораби, с водоизместимост 31 500 тона.
Наречен е на пруския генерал и реформатор на армията Герхард фон Шарнхорст. Името също така е дадено в памет на броненосния крайцер „Шарнхорст“, потопен на 8 декември 1914 г. в битката при Фолкландските острови, по време на Първата световна война. В плаванията си, крайцерът обикновено е съпроводен от своя кораб-близнак – също толкова известния „Гнайзенау“.
Корабът е построен във Вилхелмсхафен, Германия, спуснат на вода на 3 октомври 1936 г. и приет на въоръжение на 7 януари 1939 г. След известен период на служба, през средата на същата година по крайцера са извършени някои модификации с цел подобряване на мореходността му – мачтата е преместена с 20 метра назад към кърмата, а правия нос е заменен от т.нар. „атлантически нос“. Въпреки това, при бурно море относително ниската открита палуба почти винаги е заливана от вода. Така например, при сражението с английския крайцер „Ринаун“, артилеристите докладват за сериозно наводнение в носовата оръдейна кула, което драстично намалява ефективността ѝ.

## Класификация
Бронята на „Шарнхорст“ е равна на тази на линеен кораб, и ако не са сравнително малокалибрените оръдия, крайцерът би бил класифициран от англичаните като такъв. За разлика от тях, немския флот винаги е считал „Шарнхорст“ и „Гнайзенау“ като Schlachtschiffe – т.е. от клас линейни кораби.
Деветте 283-милиметрови оръдия от главния калибър на крайцера, въпреки далекобойността си и добрите си бронебойни показатели (заради високата скорост на снаряда), не могат да се сравняват с оръдията от основния калибър на повечето линейни кораби по това време, а и винаги съществува опасност от навлизането на вода в кулите и други технически проблеми, които са вследствие на бързото построяване на кораба. Ако по-късно е било прието предложението оръдията от основния калибър да се заменят с шест 380-милиметрови оръдия (в три двойни кули), крайцерът би бил доста опасен противник – по-бърз от който и да е британски кораб от основните класове и почти толкова добре брониран. Но заради приоритетите и ограниченията, наложени от войната, „Шарнхорст“ остава със старите си оръдия. Като цяло, корабите от този клас са построени за далечен поиск на търговски съдове.

## Военни действия

### В началото на войната
На 21 ноември 1939 г. корабът излиза на поход към района между Исландия и Фарьорските острови. На следващия ден, по време на щорм с приблизителна сила 8 бала, от строя излизат няколко оръдия и прожектора. Бойното кръщение на крайцера е на 23 ноември, когато заедно с „Гнайзенау“ в скоротечен бой потопяват спомагателния крайцер „Равалпинди“ (южно от Исландия). При оръдейната стрелба „Шарнхорст“ изстрелва 89 283-милиметрови и 109 150-милиметрови снаряда. Самият крайцер получава попадение от 152-милиметров снаряд в кърмата, а също така и леки повреди от осколки. Опасявайки се от среща с превъзхождащите ги сили на британския флот и използвайки лошото време, немските кораби се оттеглят в Норвежко море, а след това се прибират в Хелголандския залив (27 ноември) за поправки. На „Шарнхорст“ е извършен и ремонт на котлите.
Англичаните не се примиряват с това, че са изпуснали немските рейдери и на 17 декември предприемат бомбардировка над доковете на Вилхелмсхафен. В продължение на 8 минути „Шарнхорст“ води неефективен огън със своите зенитни оръдия (пречат крановете и зданията на корабостроителниците), но се измъква без щети. Нападението е отбито от Месершмити, които свалят 10 от общо 24-те британски Уелингтън.
На 11 януари 1940 г. крайцерът отплава за Кил, където се присъединява към „Гнайзенау“ за учения и артилерийска практика, но доста студената зима принуждава корабите да се върнат в главната база. Преодолявайки леда в Килския канал, „Шарнхорст“ пристига във Вилхелмсхафен на 5 февруари.

### Операция Нордмарк
На 18 февруари 1940 г. „Шарнхорст“ влиза в състава на оперативно съединение под командването на адмирал Вилхелм Маршал, включващо „Гнайзенау“, тежкия крайцер „Адмирал Хипер“ и три ескадрени миноносеца („Волфганг Ценкер“, „Карл Галстер“ и „Вилхелм Хайдкамп“). Съединението има за цел да излезе от Вилхелмсхафен и да атакува британски конвой в Северно море, плаващ между Великобритания и Норвегия (операция Нордмарк). Корабите достигат приблизително до ширината на Берген в търсене на целта, но безрезултатно и на 20 февруари съединението се прибира.
Почти месец и половина крайцерът остава закотвен в пристанището, като екипажа извършва само тренировъчни занимания. При едно от тях (на 6 март), при изстрелване от катапулта, се разбива един от самолетите на „Шарнхорст“ – загиват и двамата летци.

### Операция Везерюбунг
В началото на април 1940 г. почти целият немски флот взима участие в нападението над Норвегия и Дания (операция „Везерюбунг“). „Шарнхорст“ трябва да прикрива първа десантна група, имаща задача да овладее Нарвик. Тъй като пристанището е доста отдалечено и практически е извън радиуса на действие на немската авиация, в тази група са включени най-бързоходните кораби, развиващи скорост до 31,5 – 32,5 възела. На 7 април крайцерът, придружен от „Гнайзенау“ и 10 ескадрени миноносеца, излиза от базата си на път към Северна Норвегия. Опитвайки се да увеличи скоростта над 27 възла, „Шарнхорст“ претърпява повреда на един от паровите клапани, което води до 15-минутно блокиране на левия вал. След около 2 часа групата е атакувана от 12 бомбардировача „Бленхайм“ от 107-а ескадрила на кралските ВВС. Напредващите в походен строй линейни крайцери и тежкия крайцер „Адмирал Хипер“ (прикриващ втора десантна група с цел Тронхайм) откриват зенитен огън от всички оръдия. И на двете страни обаче няма нанесени поражения – германците не успяват да свалят нито един самолет, а англичаните хвърлят безрезултатно 40 бомби. Немските изтребители за прикритие попречват на други 3 английски ескадрили да се включат в нападението, сваляйки два „Уелингтън“-а. Вечерта на същия ден времето се разваля, разразява се щорм и се налага да се включат корабните радари. Немските кораби изпитват трудности с вълните и едва успяват да поддържат скорост от 9 възла. На 8 април в котел №2 на „Шарнхорст“ влиза вода през въздухозаборника и това принуждава крайцера да намали скоростта с още 2 възела. Ниската облачност и силния дъжд намаляват видимостта, особено в западна посока, откъдето се очаква неприятеля. Късно вечерта вода влиза и през вентилационните шахти в горивните резервоари, правейки непригодна близо 470 куб. метра нафта.
Корабите под командването на адмирал Лютиенс се намират на около 50 мили западно от южния край на Лафонтеновите острови (при курс 310° и скорост 12 възела), когато в 0430ч. на 9 април радарът на „Гнайзенау“ открива цел на разстояние 25 км. по кърмата и на корабите е обявена бойна тревога. Радарът на „Шарнхорст“ не дава контакт, но около 0500ч. щурмана вижда през секстанта отблясъците на тежки оръдия, а след 5 минути сигналистите забелязват силуета на голям кораб. В последвалия бой с английския линеен крайцер „Ринаун“ радарът на немския кораб нацяло излиза от строя и артилеристите не успяват да уцелят целта. В 0518ч. „Шарнхорст“ за кратко попада под прекия огън на британския кораб, но благодарение на честата смяна на курса успява да се измъкне от попадение. Към 0715ч. на немците се удава да се изплъзнат от преследване, но носовата кула на крайцера е повредена от силните удари на вълните – вода прониква през отворите за изхвърляне на изстреляните гилзи, през кожуха на далекомерите и през амбразурите на оръдията, предизвиквайки късо съединение в електромоторите за подаване на боеприпаси. По-късно от строя излиза и дясната турбина, което снижава скоростта до 25 възела. За целия бой са изстреляни 195 283-милиметрови снаряда (почти всички бронебойни) и няколко 150-милиметрови. След няколко часа „Шарнхорст“ заедно с „Гнайзенау“ се оттеглят на запад и на 12 април (с присъединилия се „Адмирал Хипер“) се прибират във Вилхелмсхафен.
Крайцерът се нуждае от сериозен ремонт на носовата кула и на електрическата инсталация. Но надеждите на капитана са попарени от заповед на OKM (Oberkomando Marine – главното командване на немските ВМС), изрично забраняваща започването на ремонт, изискващ повече от 6 часа работа. На 1 май корабът се отправя към Везермюнде, а след девет дни отплава за Балтийско море за бойна подготовка на 87 новоназначени офицери и старшини. След двуседмично пребиваване в района на Готенхафен, „Шарнхорст“ е отзован в Кил за дългоочаквания ремонт.
Корабостроителницата „Deutsche Werke“ иска 12 денонощия срок за ремонта, но главнокомандващия на флота настоява той да бъде завършен до 31 май – събитията в Норвегия изискват наличието на големите немски надводни кораби, а от тях в строя са само „Шарнхорст“ и „Гнайзенау“ („Лютцов“ е сериозно повреден от торпедо, а на „Адмирал Шеер“ се извършва планов ремонт). При свръхнапрежение, корабостроителницата успява да извърши работите в указания срок.

### Операция Джуно
На 4 юни двата крайцера, съпроводени от „Адмирал Хипер“ и 4 ескадрени миноносеца са изпратени в поддръжка на войските в Нарвик и за да прекъснат снабдителните линии на Съюзниците (операция Джуно). Разбирайки, че английските и френските части са изведени от пристанището, съединението предприема издирване на транспортите с евакуираните войски и съпровождащите ги английски кораби. На 8 юни в 1330ч. „Адмирал Хипер“ и миноносците се оттеглят към Тронхайм за презареждане, а крайцерите продължават сами. Малко след това (в 1646ч. на около 69°00'с.ш. и 03°10'и.д. при курс 345° и скорост от 18 възела) те откриват част от ескорта, състояща се от самолетоносача „Глориъс“ и ескадрените миноносци „Акаста“ и „Ардент“. В последвалото сражение немските крайцери потопяват с артилерийски огън (при третия си залп „Шарнхорст“ уцелва „Глориъс“ от разстояние 24 175 метра, което е най-далечното оръдейно попадение в надводните битки) английските кораби, но в 1839ч. и „Шарнхорст“ е уцелен от торпедо, изстреляно от близко разстояние от „Акаста“. Торпедото попада под ъгъл от 15° в десния борд, близо до трета оръдейна кула (кула „Цезар“), на три метра под главния броневи пояс.
Повредата се оказва доста сериозна. Бойното отделение и погребите на кулата се изпълват с дим, а на оръдейната прислуга се налага да се евакуира. Командирът на кораба – капитан Курт Хофман дава заповед погребите да се наводнят, но след доклад, че опасност от пожар няма, я отменя. Бордовата обшивка поела удара, е разкъсана на площ 6х14 метра. Но взривът е толкова силен, че уврежда силно и вътрешната структура – противоторпедната преграда също е разкъсана, а горната ѝ част е огъната навътре на 1,7 метра. Преградата е разкъсана в протежение на 10 метра, считано от бордовата броня на равнището на платформата на кулата, намираща се над коридора на десния вал. Силно увредени са и две траверсни греди, батарейната палуба и палубата на първата платформа на кулата. По-малки щети има на корпуса под главния броневи пояс и съседните елементи от структурата на кораба. През отвора нахлува вода и запълва 22 водонепроницаеми отсека, а общо 30 отсека в района на взрива поемат 2500 тона вода. „Шарнхорст“ получава 3° крен на десния борд и потъване на кърмата с 3 метра. При взрива загиват общо 48 члена на екипажа. Английския конвой с евакуиращите се войски, намиращ се на 100 мили северно, така и не е открит от германците.
На път за Тронхайм крайцерът едва поддържа скорост от 20 възла. При пристигането си в полунощ на 9 юни, там го очаква ремонтния кораб „Хуаскаран“, чиито екипаж започва незабавно временен ремонт.
На 11 юни корабът е атакуван от 12 Локхийд Хъдзън-а на кралските ВВС, които от височина 4570 метра хвърлят 36 227-килограмови бронебойни бомби, но нито една не уцелва. После идва ред на съединението в състав линейния кораб „Нелсън“ и самолетоносача „Арк Роял“, които на 13 юни се намират на 170 мили западно от Тронхайм. От авионосеца са вдигнати 15 бомбардировача „Скуа“, които обаче са прихванати от немските изтребители. Осем машини са свалени, а останалите успяват да достигнат до „Шарнхорст“, но от всички пуснати бомби само една уцелва кораба. Тя така и не се взривява, въпреки че пробива горната палуба.
Ремонтът на турбината на средния вал отнема близо 10 денонощия. Отремонтирането на десния вал може да се извърши само в сух док, тъй като има опасение, че е изкривен и при въртенето си винта ще задира корпуса. На 18 юни е извършена проба в открито море – при скорост от 13 възела е пуснат и десния вал, но се усещат такива силни вибрации, че е счетено за по разумно да се използват само 2 вала (максимална скорост 24 възела). На 20 юни крайцерът отплава за Германия, съпроводен от ескорт. На следващия ден е открит от англичаните край остров Утсир и неколкократно е атакуван от противниковата авиация. Нападенията обаче са отбити със зенитен огън и от въздушното прикритие (10 Месершмит 109, 2 Хейнкел 111, хидроплани До-18 и два бордови Арадо 196). Скоро немците прихващат британско съобщение, от което разбират, че наблизо има големи сили на английския флот (в този момент няколко големи британски кораба са на 35 мили от „Шарнхорст“) и крайцерът получава заповед да се укрие в Ставангер. На 22 юни корабът отплава за Кил, където прекарва близо шестмесечен ремонт в плаващ док „С“ – често прекъсван от рейдовете на английската авиация.

### Операция Берлин
На 21 ноември 1940 г. крайцерът излиза на пробно плаване в Балтийско море. Завръща се в Кил на 19 декември, където прекарва още 4 денонощия в плаващ док „В“ за завършване на ремонтните работи. Там към него се присъединява и „Гнайзенау“ – двата кораба се подготвят за пробив в северния Атлантически океан (операция Берлин). На 28 декември крайцерите отплават от пристанището, но са спрени от силна буря и се завръщат – „Шарнхорст“ е изпратен в Готенхафен, където остава до 19 януари 1941 г. На 21-ви корабът пристига в Кил и на следващия ден двата крайцера отново опитват да излязат в Атлантика. Въпреки всички мерки за пълна секретност, те са забелязани от британски агент в протока разделящ датските острови Зеландия и Фюн. Англичаните веднага изпращат 3 линейни кораба, 8 крайцера и 11 миноносци, надявайки се да срещнат германците някъде южно от Исландия. Те обаче на 4 февруари преминават през Датския пролив (между Исландия и Гренландия), като преди това (на 30 януари) се срещат с танкера „Адриа“ за дозареждане – „Шарнхорст“ дозарежда 1700 куб. метра нафта. Въпреки че са забелязани от крайцера „Наяд“, немските кораби безпроблемно преминават през пролива и излизат на оперативен простор (по-късно се разбира, че видените вечерта от англичаните отблясъци са счетени за оптическа илюзия).
На 5 и 6 февруари крайцерите отново дозареждат гориво от танкера „Шлетщат“ и после се отправят към пътя на конвоите от Канада до Великобритания (с означения HX и SC). На 9 февруари, в 0830ч. е забелязан конвой HX-106. В 0947ч. разстоянието е скъсено до 28 километра, но германците забелязват присъствието на поне един линеен кораб в ескорта. 11 минути по-късно те идентифицират „Рамилиес“ и се отказват от атака.
От своя страна англичаните забелязват само единия крайцер, а и погрешно го идентифицират като „Адмирал Хипер“ – нещо, което дава нов шанс на немските рейдери. На 15 февруари те отново дозареждат край южните брегове на Гренландия от танкерите „Есо Хамбург“ и „Шлетщат“ и подновяват търсенето.
На 22 февруари е забелязан конвой от 5 неохранявани транспорта, завръщащи се към САЩ. Макар и празните кораби да нямат никаква стойност за германците, адмирал Лютиенс решава, че трябва да предотврати съобщението за немските кораби. В 1100ч. той дава заповед за откриване на огън по конвоя. В 1155ч. „Шарнхорст“ и „Гнайзенау“ заедно потопяват британския товарен кораб „Кантара“ (3237 брт). после крайцерите се разделят в лова на останалите цели – „Шарнхорст“ бързо се справя с английския танкер „Ластрес“ (6156 брт) и започва преследване на последния танкер от конвоя (междувременно „Гнайзенау“ е потопил други 2 кораба), който обаче се е отдалечил доста и успява да избяга.
След този успех крайцерите се отправят на юг. На 26 февруари е осъществена среща с танкерите „Ермланд“ и „Фридрих Бреме“, на които са прехвърлени 180 пленени моряци от потопения конвой. Презареждането е завършено в 0700ч. на 28 февруари.
До началото на март двата кораба са изминали около 11 000 мили – близо половината земна обиколка. Адмирал Лютиенс изразява благодарност към екипажите и особено към хората в машинните отделения. Най-много би трябвало да се гордеят тези на „Шарнхорст“ – през целия път те полагат огромни усилия. Крайцерът има проблеми с прегряването на котлите – те са с твърде напредничав дизайн и свързаните стоманени тръби не издържат на развиването на такива високи температури.
Рейдерите се отправят към пътя на конвоите между Фрийтаун и Великобритания. На 3 март те достигат в близост до острови Зелени нос. На 5-и, един от самолетите на „Шарнхорст“ е изпратен на разузнаване, но изчезва за 4 часа. Открит е носещ се по вълните, с изчерпано гориво. На следващия ден е осъществена среща с подводница U-124.
Двата крайцера започват да кръстосват между Зелени нос и западните брегове на Африка, намалявайки скоростта до 12 възела, за да пестят гориво. На 7 март, наблюдателят на „Шарнхорст“ забелязва мачта на хоризонта. След известно време немците разбират че това е главната мачта на линеен кораб, който идентифицират като „Малая“. Очакванията на Лютиенс, че наблизо ще има конвой се оказват оправдани – изпратения на разузнаване „Шарнхорст“ след два часа открива 12 товарни кораба, пътуващи на юг. Заповедите на германците обаче са да избягват битки с големи кораби на противника и рейдерите се въздържат от атака на конвоя заради присъствието на „Малая“. Вместо това, към конвоя са насочени подводници.
„Шарнхорст“ и „Гнайзенау“ се отправят за ново зареждане от танкерите „Ермланд“ и „Укермарк". На 9 март, „Шарнхорст“ среща и потопява гръцкия товарен кораб „Маратон“ (6352 брт), пренасящ въглища за Александрия.
На 11 март крайцерите дозареждат гориво и припаси от танкерите, които остават с тях. Ченири дни по-късно „Укермарк“ забелязва конвой от няколко неохранявани танкера.
Акцията е бърза и почти безкръвна. „Гнайзенау“ потопява 1 и пленява 3 кораба, а „Шарнхорст“ потопява два (английските танкери „Атълфоум“ – 6554 брт. и „Британска мощ“ – 7139 брт). В 0100ч. на следващия ден отново танкерите откриват търговски кораби (силуетите им се открояват на фона на нощното небе). На разсъмване става ясно, че конвоя влиза право между немските кораби. За близо 12 часа „Гнайзенау“ потопява 5 кораба. „Шарнхорст“ потопява последователно холандския (бивш немски) товарен кораб „Мангкай“ (8298 брт) и британските „Деметрон“ (5251брт), „Силвърфър“ (4347 брт) и „Сардински принц“ (3491 брт). Малко след това „Гнайзенау“ потопява още един търговски съд, но имайки превъзходство в скорост, крайцерите бързо се оттеглят, тъй като на хоризонта се появява английския линеен кораб „Родни“, който спира, за да спаси оцелелите.
На 18 март рейдерите още веднъж дозареждат от „Ермланд“ и „Укермарк“ и прехвърлят на бордовете им близо 200 пленени моряци. Рано на следващата сутрин „Шарнхорст“ и „Гнайзенау“ се отправят към Брест със скорост от 23 възела.
Последвалото плаване до френското пристанище миава без инциденти и в 0700ч. на 22 март крайцерите акостират в Брест. Изминатото разстояние е 17 800 мили – безпрецедентно дотогава в историята на големите немските бойни кораби. „Шарнхорст“ потопява 8 кораба с общ тонаж 47 588 брт, а заедно с „Гнайзенау“ потопяват един (3237 брт).

### В Брест
Крайцерът се нуждае от продължителен ремонт след двата месеца в Атлантическия океан. Най-оптимистичните прогнози са за 10 седмици. Плановете са двата крайцера да се разделят за продължително време – „Гнайзенау“ да бъде изпратен с „Бисмарк“, а „Шарнхорст“ да остане в Брест.
На 28 март, при рутинна разузнавателна мисия над пристанището, Спитфайър на кралските ВВС открива корабите. Брест е удобна цел за атака от Англия и крайцерите са подложени на непрекъснати яростни атаки от бомбардировачи и торпедоносци. На 3 април, при една от първите атаки, бомба уцелва хотел „Континентал“, където е разквартирувана по-голямата част от екипажите (по време на сервирането на вечерята). Няма точен брой на жертвите, но се смята, че са значителни.
От април до септември английската авиация извършва средно около 100 рейда месечно над Брест, от октомври до края на годината числото намалява до 75. В бомбардировките са включени близо 10% от кралските ВВС. Налага се крайцерите да се покрият с камуфлажни мрежи, да се поставят зенитни оръдия, а също така и огромно количество димогенератори за прикриване на корабите. Взимат се и мерки срещу съюзническата агентура сред работещите в корабостроителниците. С малко дървен материал и брезент, френският учебен крайцер „Жана д'Арк“ е преправен да изглежда като „Шарнхорст“. За да не се повтори инцидента в „Континентал“, екипажът е разквартируван в хотел в Роскоф, а после преместен в казармите в Ландерньо, на около 25 километра от Брест.
Въпреки непрестанните налети, ремонтът на корпуса е завършен на 9 юни, на артилерийските установки – на 13-и (включително монтирането на 2 трицевни 533-милиметрови торпедни тръби на въртящи се гнезда, свалени от „Нюрнберг“ – сложени, за да се увеличи ефективността на крайцера в ролята на рейдер), а на ходовата част – на 18 юни. Планираните за следващия ден изпитания се налага да се отложат заради недостатъчното въздушно прикритие. Едва на 21 юли, съпроводен от 5-а флотилия ескадрени миноносци, „Шарнхорст“ излиза за изпитания, на които развива скорост 30 възела.
Следват торпедни стрелби, на които крайцера се представя задоволително.
Заради непрестанната опасност от английските самолети е взето решение корабът да не се връща в Брест, а да се премести в Ла Палис – това пристанище е избрано заради крайбрежните плитчини, които намаляват опасността от торпедоносци, а и не е нужен голям брой ескортни кораби. От друга страна, там няма такава ефикасна противовъздушна защита, както в Брест.
Англичаните, които всеки ден правят аерофотоснимки на френското пристанище, бързо откриват, че на мястото на „Шарнхорст“ има танкер и още два по-малки съда, пришвартовани един към друг, за да се създаде ефект на голям кораб. Всички сили на разузнавателната авиация са хвърлени и още на 23 юли един „Спитфайър“ открива крайцера в Ла Палис. Подготвените за рейд над Брест бомардировачи се пренасочват към Ла Палис. Първите 6 „Стърлинг“ нямат успех, както и нощната атака на 30 стари „Уитли“. Не успява и опита на седем „Beaufort“-а да поставят магнитни мини. Но следващата атака на 24 юли, извършена от 15 бомбардировача „Халифакс“ (въоръжени с 227-килограмови фугасни и 454-килограмови бронебойни бомби), се оказва трагична за „Шарнхорст“.
Самолетите се появяват над пристанището в 1413ч. Немците успяват да свалят 5 „Халифакс“-а, а един се разбива. От останалите девет самолета, над кораба са хвърлени 15 бронебойни и 53 фугасни бомби. В 1416ч. пет от тях (съответно 3 и 2), почти едновременно, удрят десния борд – по права линия, паралелно на диаметралната плоскост. Над крайцера се издигат пламъци и стълбове вода, примесена с гориво.
Първата фугасна бомба удря отстрани командната рубка, малко пред двойната 150-мм батарея на десния борд. Тя преминава през горната и средната палуби, преди да се взриви на бронираната, която остава цяла. От взрива се образуват пукнатини в палубата на първата платформа, която силно се деформира на това място. Плочата на бордовата броня, в която се образува малка дупка, изпъква навън с близо 200 мм. Нитовете, свързващи противоторпедната преграда с главната палуба, са отслабени и това причинява течове. Боеприпасите за 150-милиметровите оръдия, съхранявани на 3 метра от експлозията, остават непокътнати. Щетите, причинени от осколки, са незначителни.
Една от бронебойните бомби пада между батареите със 100 и 150-милиметрови оръдия, на 3,5 метра от края на палубата. Тя пробива горната и долната палуби и тази на първата платформа, преди да се отклони от противоторпедната преграда и да излезе през двойното дъно. Бомбата не се взривява. През пробойната крайцера поема неголямо количество вода. Бордовите цистерни са пробити от парчета метал от удара. Помещението на генератор №4 е наводнено, част от ел. инсталацията излиза от строя. Осколките и нахлулата вода повреждат и кабелите, свързани с управлението на носовите зенитни батареи и носовата кула (кула „Антон“).
Втората бронебойна бомба пада по средата между същите батареи, на 2,6 метра от борда. Тя по същия начин преминава през всички палуби и излиза през корпуса – под броневия пояс на десния борд. И тази бомба не се взривява, а само предизвиква новоднение – наводнени са пет отсека в протежение на 10 метра, започва теч в погреба с боеприпасите за 150-мм оръдия, а осколките нанасят щети на някои жилищни помещения.
Третата 454-кг бомба удря малко зад кърмовата кула, на 3 метра от борда. Тя пробива горната палуба и бордовата обшивка. По-късно е установено, че и тази бомба не се е взривила. От силата на удара обшивката е сериозно увредена, а 10 водонепроницаеми отсека (включително част от коридора на десния вал) са наводнени, както и погребите на кулата (кула „Цезар“), чиито подемник за боеприпаси също излиза от строя.
Другата фугасна бомба пада пред кърмовата кула, на 3 метра от борда. Тя пробива две палуби и се взривява на главната бронирана палуба, като прави неголяма дупка и уврежда мястото на съединяване с противоторпедната преграда. Няколко шпангоута се повредени от шрапнели. Пробитите палуби силно се издуват от експлозията, а освен това са и надупчени от щрапнелите. Наводнени са няколко бордови отсека, повредени са тръбите за отоплението, питейната вода и канализацията, минаващи под батарейната и средната палуби. Излиза от строя подемника на 37-милиметровите боеприпаси.
Според други данни бомбите удрят в районите на шпангоути 133, 120, 87, 40 и 52 (в гореописаната последователност).
Корабът получава 8 градуса крен на десния борд, доколкото повечето отсеци от системата за контранаводнение са напълнени. Количеството приета вода достига 3050 тона (1200 от тях в резултат на контранаводнението) и това води до 3 метра диферент на кърмата. Избухналите няколко малки пожара бързо са потушени. Временно излизат от строя носовата и кърмовата кули на главния калибър, както и половината зенитна артилерия. Двама души от екипажа са убити, а други 15 – ранени. Крайцерът се отървава от по-големи щети само заради факта, че и трите бронебойни бомби не се взривяват.
Благодарение на организицията, корабът е изправен доста бързо. Парата в котлите е вдигната за рекордно кратко време. Кърмовият диферент остава около метър, но към 1930ч. крайцера успява да отплава за Брест, развивайки 25 възела. Когато на 25 юли „Шарнхорст“ влиза в пристанището, единственото видимо свидетелство за повредите е по-дълбокото газене на кърмата, заради което кърмовите илюминатори са почти до водата. Но щетите се оказват доста сериозни – ремонта отнема 4 месеца. По време на работите по корпуса се налага да се сменят около 50 км. кабели на системата за водене на огъня, както и 150 км силови кабели. Направени са и някои промени – сложен е нов радар на кърмата, а изходящата мощност на носовия е увеличена до 10 киловата. Противовъздушното въоръжение на кораба чувствително се подобрява с добавянето на осемнадесет 20-милиметрови зенитни картечници.

### Операция Цербер
Въпреки че англичаните не успяват повече да постигнат такъв успех с корабите от „брестката група“ („Шарнхорст“, „Гнайзенау“ и присъединилия се на 1 юни „Принц Ойген“), за командването на немските ВМС е ясно, че оставането им в пристанището ще е равно на самоубийство. Решението е рисковано – групата да премине от Брест до Германия през Ламанша (операция Цербер).
След като натоварва боеприпаси, на 3 февруари крайцерът провежда в открито море 10-часови изпитания и стрелби. Останалата част от подготовката за операцията се налага да се проведе в пристанището.
Корабите (под командването на вицеадмирал Ото Цилиакс) отплават от Брест в 2345ч. на 11 февруари, съпроводени от 6 ескадрени миноносци и известен брой торпедни и моторни катери. На следващата сутрин са забелязани от два „Спитфайър“-а от авиобазата в Кенли. Въпреки неколкократните атаки на британски торпедни катери и биплани, ескадрата продължава да се движи без забавяне. В 1431ч. обаче, една от магнитните мини, пуснати по-рано от британски самолет, се взривява близо до левия борд на „Шарнхорст“. Силата на взрива е толкова голяма, че командващия „Гнайзенау“ – капитан Ото Фейн, остава с впечатлението, че се е взривил неговия кораб. Ескадрата продължава с максимална скорост, оставяйки един ескадрен миноносец (Z 29) и 4 торпедни катера за защита на пострадалия флагман. Взривът на мината е образувал голяма пробойна в корпуса и корабът поема вода. Получава се 1° крен на левия борд и 1 m диферент на носа. Все пак, ходът на крайцера бързо е възстановен – осем минути след взрива, котлите вече работят. Електрозахранването е възстановено почти навсякъде и половин час след експлозията „Шарнхорст“ отново развива скорост 27 възела в опит да настигне ескадрата. Без навигационни устройства, се налага торпедния катер T13 да действа като пилот пред кораба.
Скоро крайцерът е открит от английската авиация. Следват няколко въздушни атаки, но корабът се изплъзва с интензивен зенитен огън и умело маневриране, както и благодарение на пристигналото въздушно прикритие. Към 1800ч. корабът приближава крайбрежието на Холандия. Започва шквал, а силата на вятъра нараства до 7-а степен. Падащият здрач и лошото време правят почти невъзможно откриването на кораба от англичаните, но тъмнината увеличава опасността поради затруднената навигация. По-късно щурманът – капитан II ранг Хелмут Гислер, определя тази нощ като „най-дългата нощ в живота ми“.
„Шарнхорст“ трябва да премине през канала, разделящ Фризките острови от крайбрежните плитчини. Гислер, все още без ехолот, е принуден да води кораба на сляпо. С намалена скорост, крайцерът бавно продължава напред. Капитан Хофман тъкмо дава заповед за промяна на курса, когато един от наблюдателите вижда буя, маркиращ входа на канала. 4 минути по-късно, крайцера подминава остров Тесел.
В 2135ч. корабът се натъква на втора магнитна мина, която се взривява под десния борд. За две минути излизат от строя поправения жирокомпас и осветлението. Щурвалът заяжда и се налага да спрат турбините – само дясната е останала неповредена. Под кърмовата зенитна батарея се образува голяма пробойна. Кренът на левия борд, образувал се след взрива на първата мина, отначало се оправя, но крайцера продължава да поема вода откъм десния. Този път се получава 7° крен на този борд. Налага се отначало да плават само със средната турбина със скорост 10 възела, докато подадат слабо натоварване на десния вал, увеличавайки скоростта. През тези минути корабът е отнесен 2 мили към плитчините на холандския бряг.
„Херман Шьоман“ незабавно се връща назад да окаже помощ. Миноносецът търси първо кораба, а после, когато Цилиакс е убеден, че „Шарнхорст“ е потънал – оцелели. Виждат се петна от гориво, но не и останки от крайцера. В 2246ч. е пратено кодирано съобщение до близката брегова станция, че „Шарнхорст“ спешно се нуждае от помощ и преди всичко от влекачи. Малко след това, прожекторите на миноносеца осветяват корпуса на крайцера, напредващ бавно със скорост от 10 възела.
В 0350ч. на 13 февруари до „Шарнхорст“ достига съобщение, че „Гнайзенау“ и „Принц Ойген“ са в Хелголандския залив и ще продължат към Кил, а флагмана трябва да се отправи към Вилхемсхафен. В 0800ч. крайцерът достига благополучно до устието на река Яде. Все още има опасност от появата на английски бомбардировачи и капитан Хофман дава заповед да се продължи без очакваните влекачи. В 1330ч. крайцерът пристига във Вилхелмсхафен.
По време на операцията корабът изстрелва около четиристотин 105-мм, деветстотин 37-мм и шест хиляди 20-мм снаряда. Вицеадмирал Ото Цилиакс и капитан I ранг Курт Хофман са наградени с Рицарски кръст, а навигатора Хелмут Гислер и главния инженер Валтер Кречмар – с Германски кръст (златен). Железни кръстове са раздадени на голяма част от екипажа. Хофман и Гислер са повишени в звание.

### В Кил и Гдиня
На следващия ден „Шарнхорст“ е поставен на плаващ док за оглед на корпуса. Щетите са по-сериозни, отколкото се предполага, но все пак не достатъчно за да бъде държан във Вилхемсхафен, където е по-близо до английската авиация. На 15 февруари крайцерът отплава за Кил за ремонт. По това време немският надводен флот има само един боеспособен линеен кораб – „Тирпиц“, затова гросадмирал Ерих Редер настоява ремонтните работи на „Шарнхорст“ и „Гнайзенау“ да бъдат завършени възможно най-бързо. Целият персонал на корабостроителния отдел, имащ отношение към ремонта, е изпратен в Кил. Командването на бреговата отбрана заявява, че противовъздушната защита на пристанището е повече от предостатъчна. Въпреки това, на 26 февруари, при един рейд на британски бомбардировачи, „Гнайзенау“ е ударен от бомба и връщането на кораба в строя се отлага за неопределено време (оказва се завинаги). „Шарнхорст“ остава сам.
На 12 март и той получава повреди при поредния налет. На борда има убити и ранени. На 1 април произведения в контраадмирал Хофман е сменен на „Шарнхорст“ от капитан I ранг Фридрих Хюфмайер.
Крайцерът трябва да прекара 10 седмици в сухия док на Deutsche Werke в Кил и после още 3 – на плаващ, за да бъдат извършени всички ремонтни работи. Заради заплахата от английските бомбардировки плаващия док, където се намира „Шарнхорст“ е изведен на буксир в Килския залив и оставен там докато противовъздушната отбрана не е усилена с още изтребители и зенитни оръдия. Това забавя ремонта и кораба излиза от дока едва на 16 юни, а изпитанията започват през юли. След завършването им крайцера остава още няколко дена в Кил за смяна на тръби на 8-и котел. Установено е и несъответствие в работата на лявата турбина при слабо налягане.
На 16 август „Шарнхорст“, пазен от ескорт, отплава за Готенхафен (Гдиня) за учения и тренировки. Месец след това, по време на учение се сблъсква с подводница U-523. Въпреки че повредата не е сериозна, корабът влиза в док за няколко дни. В края на октомври е сменен руля – взима се предвид опита на повредените от торпеда „Лютцов“ и особено „Принц Ойген“ (уцелен в кърмата от „Трайдънт“). Проблеми с котлите и турбините попречват на крайцера до края на 1942 г. да отплава за Норвегия. През декември „Шарнхорст“ има работещи само два вала и не може да развие повече от 25 възела. Затова отново се налага основен ремонт на механизмите.

### Операция Фронт театер
В началото на януари 1943 г. електрическата инсталация е в действие, резултатите от изпитанията са счетени за удовлетворителни и крайцера е готов за бойни действия край Норвегия. Въпреки известната заповед на Хитлер за разкомплектоване на големите надводни кораби до 1 юли, „Шарнхорст“, „Принц Ойген“ и 3 ескадрени миноносеца („Фридрих Ин“, „Паул Якоби“ и Z-24) на 7 януари отплават за Норвегия (операция Фронт театер).
Заради засилената активност на авиацията по цялото крайбрежие на Англия и Шотландия, до ескадрата е изпратена заповед за прекратяване на операцията. На 11 януари корабите се връщат в Готенхафен.

### Операция Домино
По същото време, с помощта на дешифровъчната машина „Ултра“, англичаните успяват да разчетат немските секретни кодове и прехващат съобщение за изпращането на „Шарнхорст“ в Норвегия. Британското Адмиралтейство дава заповед на бреговото командване да вземе мерки за атака на кораба. На 23 януари ескадра, състояща се от „Шарнхорст“, тежкия крайцер „Принц Ойген“ и ескадрените миноносци Z-39 и „Ерих Щайнбринк“, прави нов опит да отплава на север (операция Домино). Отново засилената активност на британската авиация, както и неуспешното презареждане с гориво на миноносците от „Шарнхорст“ карат немците да прекратят операцията. На 27 януари корабите влизат в Готенхафен.
По време на подготовката за третия опит за отплаване – планиран за 10 февруари, крайцерът засяда на плитчина, опитвайки се да избегне сблъсък с подводница. Пробойната в носа е поправена в сух док между 24 и 26 февруари. В същото време командването на немския флот обсъжда по-нататъшната съдба на „Шарнхорст“, в светлината на решението на Хитлер. Адмирал Дьониц счита, че въпреки всичко, кораба трябва да се изпрати в Норвегия, където заедно с „Тирпиц“ би образувал мощна ескадра, която би оказала въздействие не само на противника, но и би повдигнала духа на личния състав. Той успява да устои мнението си пред Хитлер.

### Операция Падерборн
На 8 март 1943 г. „Шарнхорст“ излиза от Готенхафен в пореден опит да достигне Норвегия. Придружен е от ескадрените миноносци Z-28, „Ерих Щайнбринк“ и „Фридрих Ин“ (операция Падерборн). На 11 март, намирайки се в Норвежко море, корабите са застигнати от силна буря и това принуждава миноносците да търсят убежище в крайбрежните фиорди. Крайцерът продължава сам, отначало със 17 възела, а когато бурята затихва – до 28 възела. На практика лошото време помага на кораба да избегне английските самолети, които са известени за операцията. Оръдейните батареи на левия борд получават неголеми щети от щорма.
В 1600ч. на 14 март корабът хвърля котва в залива Боген край Нарвик. Към него се присъединяват линейния кораб „Тирпиц“, тежкия крайцер „Лютцов“ и лекия крайцер „Нюрнберг“. На 22 март „Шарнхорст“, заедно с „Тирпиц“ и „Лютцов“ пристигат в Алтафиорд („Шарнхорст“ е закотвен в заливчето Лангфиорд, където е извършен ремонт на повредите от щорма). В началото на април са проведени различни учения в Северния ледовит океан – „Тирпиц“, „Шарнхорст“ и 9 миноносци извършват учебен поход до остров Медвежий.
На 8 април на крайцера избухва силен взрив в кърмовото отделение на спомагателните механизми над бронираната палуба (отделение III), който убива 17 и ранява 20 души от екипажа. По тревога е наводнен погреба на кула „Цезар“. Причините за експлозията така и не са изяснени, но се смята, че е следствие на саботаж, извършен още в Готенхафен (дн. полски град Гдиня).

### Операция Сицилия
Щетите от взрива са отстранени за 14 денонощия, с помощта на ремонтен кораб. 6 месеца след това „Шарнхорст“ практически бездейства, ако не се смятат кратките излизания за учения и стрелби. Активността на ескадрата е ограничена от недостига на гориво. Въпреки това, присъствието на такава мощна бойна единица в Северна Норвегия не позволява на англичаните да възобновят арктическите конвои до СССР, поне не и до настъпването на полярната нощ.
През юни 1943 г. англичани и норвежци превземат немската метеорологична станция на островите Шпицберген. Германският флот подготвя ответна операция с участието на „Тирпиц“ и „Шарнхорст“ (операция Сицилия, известна и като „Цитронада“). Въпреки че тези кораби са предостатъчни за такава цел, командването на немските ВМС използва случая за отработване на взаимодействието между двата големи кораба, както и за повдигане духа на екипажите след продължителното бездействие.
На 6 септември „Шарнхорст“, „Тирпиц“ и 9 ескадрени миноносци излизат от Алтафиорд. На 8-и ескадрата пристига край Шпицберген и обстрелва съоръженията на брега, като един от залповете подавя огъня на двете 76-мм брегови оръдия. В 1100ч. „Шарнхорст“ завършва мисията си, но стрелбата е толкова лоша, че на 9 септември, при връщането си в базата, капитан Хюфмайер незабавно извежда кораба на артилерийско учение.
На 22 септември англичаните извършват атака на базата с миниподводници и сериозно повреждат закотвения в Каафиорд „Тирпиц“. Две от подводниците са предназначени за „Шарнхорст“, но не го откриват, тъй като той не е на щатната си стоянка, а е швартован край остров Арой, в очакване на поредната си зенитна стрелба. След повреждането на „Тирпиц“ и оттеглянето на „Лютцов“ за дълъг планов ремонт, „Шарнхорст“ остава единствения боеспособен голям немски кораб в Арктика.
През периода септември – декември 1943 г. крайцерът е закотвен първо в Каафиорд, после в Лангфиорд.

### Операция Остфронт. Гибелта на Шарнхорст
През втората половина на 1943 г. британското Адмиралтейство отстъпва на молбите на руснаците и от 1 ноември възобновява арктическите конвои до Архангелск и Мурманск. До 5 декември без проблеми минават 3 източни (JW-54A, JW-54B и JW-55A) и два западни конвоя (RA-54A и RA-54B). На 19 декември адмирал Дьониц съобщава на Хитлер, че „Шарнхорст“ ще атакува следващия конвой, минаващ през Баренцово море, заедно с 4-та флотилия ескадрени миноносци. След двудневни дискусии Хитлер разрешава операцията (операция Остфронт – от немски: „Източен фронт"), давайки последен шанс на надводните кораби да се докажат. Временно командващия съединението контраадмирал Ерих Бей на 22 декември получава заповед да премине в бойна готовност. За командващия „Шарнхорст“ – капитан I ранг Фриц Хинце, назначен на поста на 13 октомври, това ще е първото излизане в морето на новата длъжност.
На 22 декември, конвой JW-55B (отплавал на 20-и от Лох Ю) е забелязан от немската авиация на 400 мили западно от норвежкото пристанище Тромсьо. Конвоят се състои от 19 транспортни кораба и танкера и е ескортиран от 10 ескадрени миноносеца, 4 корвети и 3 миночистача, както и от Съединение 2 (в състав линейния кораб „Йоркски херцог“, лекия крайцер „Ямайка“ и 4 миноносеца – норвежкия „Сторд“ и
британските „Скорпион“, „Сомарез“ и „Савидж“) под командването на адмирал Брус Фрейзър. По същото време от СССР отплава конвой RA-55A, съпровождан от 10 миноносеца, 3 корвети и миночистач. Към него се присъединява и Съединение 1 (тежкия крайцер „Норфолк“ и леките „Белфаст“ и „Шефилд“), командвани от вицеадмирал Робърт Бърнет.
След първия доклад адмирал Шнивинд (командващ оперативна група „Север“ на немските ВМС) решава, че противника готви десант в Норвегия, но скоро паниката утихва. На 25 декември конвой JW-55B отново е забелязан от разузнавателен самолет Дорние До-18, този път северно от Норвегия и със сигурност се разбира, че се насочва към руските пристанища. В 0900ч. подводница U-601 предава точните координати на конвоя. В 1415ч. Дьониц изпраща съобщение на контраадмирал Ерих Бей да пристъпи към изпълнение на операция „Остфронт“.
Немското съединение („Шарнхорст“ и миноносците Z-29, Z-30, Z-33, Z-34 и Z-38) излизат от Лангфиорд в 1900ч. В 0300ч. екипажите са приведени в състояние на пълна бойна готовност. Контраадмирал Бей поддържа връзка с щаба на група „Север“ и в 0319ч. командването на немските ВМС изпраща съобщение за връщане на миноносците в случай на влошаване на времето. Англичаните успяват да прехванат и дешифрират съобщението. В 0715ч. на 26 декември немската ескадра се намира на 40 мили югозападно от остров Медвежий, на предполагаемото място, където се очакват конвоя. В 0755ч. Бей дава заповед на ескадрените миноносци да започнат издирване на JW-55B, като се разположат на 5 мили един от друг. В бурното море обаче на миноносците се налага да намалят скоростта си до 10 възела.
В същото време адмирал Фрейзър, информиран, че немската ескадра е излязла от Норвегия, решава да отреже пътя ѝ назад. Той дава заповед на 36-и дивизион миноносци, ескортиращи конвой RA-55A, благоразумно отклонил се на север, да се присъединят към конвой JW-55B. Вицеадмирал Бърнет трябва да разположи своето съединение на предполагаемия път на „Шарнхорст“. От своя страна, командващия съветския Северен флот – адмирал Головко дава заповед подводниците Л-20, К-21 и С-102 да започнат издирване на немския крайцер в района на нос Нордкап, а бреговата авиация да е в бойна готовност. Около нищо неподозиращия „Шарнхорст“, който е изгубил контакт с флотилията миноносци, се събират многократно превъзхождащи го сили.
В 0830ч. радарът на „Норфолк“ открива немския кораб на разстояние 30 500 метра по курс 280°. 10 минути след това и „Белфаст“ го засича от около 32 500 метра по пеленг 295°. Трите крайцера от Съединение 1 започват курс на сближение с „Шарнхорст“, който е с изключен радар. В 0921ч. наблюдателите на „Шефилд“ виждат немския кораб от дистанция 11 000 метра по курс 222°. 3 минути след това „Белфаст“ изстрелва от 8600 метра осветителни снаряди, за да освети немския кораб в полярната нощ, последван след минута от бронебойните снаряди на другите два британски крайцера. Първият залп на „Норфолк“ пада на 500 метра от левия борд на „Шарнхорст“, който отвръща с огън от кула „Цезар“, а после се отдалечава със скорост 30 възела. В течение на близо 20-минутната престрелка, немския кораб не уцелва нито един път, докато самия той е уцелен от три 203-мм снаряда. Първия удря горната палуба откъм левия борд, между палубната 150-мм батарея и торпедните апарати, и без да се взриви, пада в кубрика на водонепроницаем отсек IX. Започналият там пожар бързо е изгасен. Вторият снаряд попада в носовите далекомери и засипва с осколки прислугата на носовата зенитна артилерия. Унищожена е антената на носовия радар, а осколки попадат в приемната каюта на радарната станция и убиват целия персонал. Третия пада на полубака и се взривява в кубрика.
Корабът донякъде „ослепява“, тъй като кърмовия радар е разположен по-ниско от унищожения радар на носа и има ограничен ъгъл на действие. Това означава, че артилеристите на „Шарнхорст“ трябва да се прицелват само по отблясъците от противниковите оръдия. Това е още по-трудно за тях, тъй като „Белфаст“ и „Шефилд“ използват нов вид безпламенен барут, а само „Норфолк“ използва по-стар. Англичаните използват и артилерийски радари, докато немския кораб все още има предимство в скорост и оръдейна мощ.
Опитвайки се да излезе от боя „Шарнхорст“ няколко пъти сменя курса. В 0940ч. престрелката стихва и немците, имайки предимство в скоростта от 4 – 6 възела, започват да се отдалечават. Английските крайцери не могат да развият повече от 24 възела в разразяващата се снежна буря и започват да следват „Шарнхорст“ с радарите си. В 0955ч. контраадмирал Бей праща радиограма за боя с британските кораби. В 1025ч. Съединение 1 изгубва контакт с немския крайцер, който плава на югоизток по курс 325°. Командващия адмирал Бърнет се стреми да остави съединението и пристигащия 36-и дивизион миноносци между немците и конвой JW-55B. Две минути след това Бей, вярвайки, че се е отървал от преследвачите, праща заповед до миноносците си (плаващи с 12 възела по курс 230°) да променят курса на 70° и да се опитат да увеличат скоростта до 25 възела в търсене на конвоя. Самият „Шарнхорст“ се опитва да заобиколи преследвачите си, също търсейки транспортните съдове. В 1030ч. към Съединение 1 се присъединява и 36-и дивизион миноносци от конвой RA-55A, образувайки килватерна колона вляво и пред „Белфаст“, включвайки се в гонитбата.
В 1205ч. „Белфаст“ възобновява радарния контакт с немския крайцер, приближаващ към конвоя по курс 79°, а 5 минути по-късно това прави и „Шефилд“ от дистанция 24 500 метра. Малко след това и „Шарнхорст“ открива английските кораби с кърмовия си радар, а после и визуално, когато англичаните пускат осветителни снаряди. Линейният крайцер открива скорострелен огън с оръдията от носовите си кули и изменя курса си на северозапад, включвайки в боя и кърмовата. Този поворот попречва на англичаните да предприемат торпедна атака.
В 1223ч. „Норфолк“ е уцелен 2 пъти. Първият снаряд изважда от строя радара, а вторият – кула „Х“, чиито погреб се налага да бъде наводнен. Минута след това и трите британски крайцера откриват огън по „Шарнхорст“ от 10 000 метра ("Норфолк“ стреля само с кула „В“, която дава 4 залпа по старите данни и после прекратява огъня – радара не може да се използва). Ескадрените миноносци също се включват в битката от разстояние 6400 метра. Немския крайцер отговаря със стрелба по всички английски кораби. „Шефилд“ също е ударен и палубата е засипана от големи осколки. В 1241ч. контраадмирал Бей решава да избегне неприятния сблъсък, въпреки че започва да надделява – неговата цел е конвоя. Той изменя курса и започва да се отдалечава, сподирян още 6 минути от несполучливата стрелба на британските миноносци. В 1250ч. „Шарнхорст“ вече поема на юг по курс 138°, очевидно възнамерявайки да се прибере в базата си. Немските миноносци, продължаващи да търсят конвоя (около 1300ч. те се разминават само на 15 000 метра от него), в 1343ч. също получават заповед от Бей да се прибират в Норвегия. На следващия ден, в 1000ч. те влизат в Каафиорд. Отсъствието им във финалната фаза на боя е решаващо – те биха могли да откриват своевременно противника, да отразяват торпедни атаки, а и самите те са заплаха със своите 150-мм оръдия и по 8 торпедни апарата. Липсата на тактическо взаимодействие с миноносците се оказва фатална за „Шарнхорст".
На борда на немския крайцер контраадмаралът смята, че няма да има повече неприятности с англичаните. На екипажа е сервиран обяд, но бойната готовност се запазва. Кърмовият радар е изключен, за да не издава местонахождението им. В 1525ч. Бей изпраща радиограма до щаба на групата с предполагаемото време на завръщане в базата. Той не знае, че отива направо към Съединение 2, направлявано по радиото от крайцерите на Бърнет, които следват немския крайцер в продължение на 3 часа. Въпреки че „Норфолк“ и „Шефилд“ изостават (първия намалява скоростта заради пожар, а на втория се чупи кронщайна на левия вътрешен вал), „Белфаст“ успява да поддържа скорост от 30 възела, следвайки „Шарнхорст“ с радара си от разстояние 75 кабелта (при видимост 70).
В 1617ч. радарът на „Йоркски херцог“ открива немския кораб от разстояние 41 500 метра. Дистанцията бързо намалява и в 1632ч. новия артилерийски радар тип 284 на английския кораб прихваща целта от разстояние 27 200 метра. След 11 минути адмирал Фрейзър праща съобщение на „Белфаст“ да освети немците, а на своите миноносци – да са готови за торпедна атака. „Йоркски херцог“ и „Ямайка“ обръщат по пеленг 80°, за да могат да използват и кърмовите си кули. Така английският линеен кораб насочва всичките си оръдия от главния калибър (десет 356-милиметрови) срещу „Шарнхорст“.
В 1647ч. немския кораб е осветен от „Белфаст“, който стреля с осветителни снаряди от разстояние 17 500 метра. Минута след това и „Йоркски херцог“ осветява крайцера със своите 133-мм снаряди от 11 000 метра. Англичаните с удивление виждат, че оръдията на „Шарнхорст“ са в походно положение – немците са напълно изненадани от срещата и не са подготвени за бой. В 1650ч. „Йоркски херцог“ изстрелва залпове с оръдията от главния калибър, две минути след това същото прави и „Ямайка“ от 12 000 метра. Немския кораб е уцелен от третия залп на „Ямайка". Снаряда попада в десния борд – до кула „Антон“. Кулата блокира с вдигнати оръдия – излезли са от строя механизмите за хоризонтален и вертикален прицел. От осколките в погреба започва пожар, а осколки пробиват и вратата на погреба на кула „Бруно“. И двата погреба се налага да се наводнят, но този на кула „Бруно“ е изпомпан така бързо, че това почти не се отразява на скорострелността ѝ. Оръдейната прислуга работи до кръста в ледената вода, опитвайки се да спаси колкото може повече боеприпаси.
Въпреки че е изненадан, немския крайцер бързо отговаря на стрелбата – още при първите осветителни снаряди успява да изстреля ответен огън. Виждайки обаче, че няма шанс срещу английските кораби, контраадмирал Бей обръща на север, увеличавайки скоростта. Единствено новия миноносец „Савидж“ успява да се доближи за торпедна атака, но е принуден да се отдръпне назад, тъй като не получава заповед за такава. Снарядите на „Шарнхорст“ падат близо до миноносеца – някои на 20 метра, но така и не успяват да го уцелят. В 1657ч. срещу немците откриват стрелба и крайцерите „Белфаст“ и „Норфолк“ (който е успял да съкрати дистанцията след пожара), идващи от север и „Шарнхорст“ отново сменя посоката – този път на изток, развивайки максималните 31 възела.
В 1708ч. 356-мм снаряд от „Йоркски херцог“ удря хангара на „Шарнхорст“, пробивайки първо горната палуба до кула „Цезар“. Дупката с диаметър 0,5 метра бързо е поправена, но отсека под нея се налага да се наводни. Осколките правят на решето двата хидроплана, а също така разбиват няколко зенитни оръдия, убивайки голяма част от прислугата им. Възпламенява се самолетното гориво, но пожарът бързо е потушен. Самият „Шарнхорст“ уцелва два пъти „Йоркски херцог“, но неговите снаряди не успяват да нанесат големи щети на дебелата броня на линейния кораб.
Тези попадения не намалят скоростта на немския крайцер. В 17 20ч. адмирал Фрейзър дава заповед на миноносците за торпедна атака, но те така и не успяват да се доближат до „Шарнхорст“. „Савидж“ и „Сомарез“ го следват отляво, „Сторд“ и „Скорпион“ – отдясно. Съединение 1 също е близо, а „Йоркски херцог“ и „Ямайка“ стрелят от 13 000 метра. В 1725ч. контраадмирал Бей изпраща съобщение до щаба, че е заобиколен и преследван от английска ескадра. 5 минути по-късно два 356-мм снаряда попадат в носовите 150-мм батареи – дясната е напълно разрушена и цялата прислуга загива, а лявата блокира, а след още 10 минути и тя излиза напълно от строя. В 1742ч. заради увеличаващата се дистанция „Ямайка“ спира огъня и само далекобойните оръдия на „Йоркски херцог“ продължават да изстрелват методични залпове по отдалечаващия се „Шарнхорст“. В 1800ч. разстоянието вече е близо 18 000 метра и на по-бързия поне с 3 възела немски крайцер се надяват да успеят да избягат. Бей праща ново съобщение, че „Шарнхорст“ се е измъкнал напред.
Друг снаряд разбива вентилационната система на кула „Бруно“ в 1815ч., заради което при всяки изстрел на оръдията, бойното отделение се изпълва с дим, правейки кулата неизползваема. Така остава боеспособна само кула „Цезар“ и на матросите е наредено да пренесат на ръка 283-мм снаряди от другите две кули.
В 1819ч. Бей праща още едно съобщение, гласящо: „Противникът води огън по радар от повече от 18 000 метра. Позиция АС4695, курс 110°, скорост 26 възела“. В 1824ч. и „Йоркски херцог“ прекратява стрелбата при дистанция 19 500 метра (след 52 изстреляни залпа и най-малко 13 точни попадения). Един от снарядите на немския кораб е преминал през мачтата му и е скъсал кабели на артилерийския радар. Лейтенант Бейтс се качва на мачтата и успява бързо да възстанови връзката между антената и екрана на радара, което позволява огъня да бъде възобновен отново. Никой на английския линкор още не знае, че един от последните снаряди на „Йоркски херцог“ е улучил тежко „Шарнхорст“ – в 1824ч. снарядът попада в десния борд на крайцера, пробива 45-милиметровия брониран пояс и оръдейната палуба, рикошира надлъжно на 80-милиметра дебелата броня на бронираната палуба и се взривява в котелно отделение №1. На немския кораб отначало мислят, че това е торпедно попадение – толкова е силна експлозията. Скъсани са много паропроводи от намиращите се там четири котли. Осколките пробиват двойното дъно на кораба и отделението е наводнено дополовината. Скоростта веднага пада до 10 възела – към турбините не може да бъде подадена пара от тези котли. Бързо са предприети мерки и скоро главния инженер капитан III ранг Ото Кьониг докладва, че може да увеличи скоростта до 22 възела.
Артилерийския двубой се води вече близо 90 минути и „Шарнхорст“ е получил значителни повреди. Надстройката е разбита на много места от осколки, а има и доста разрушения от преки попадения на 152-мм, 203-мм и 356-мм снаряди. Избухват пожари, често съпровождани с взривове.
В тези условия екипажът продължава да действа квалифицирано и спокойно. Разрушени са почти всички батареи и торпедни апарати на левия борд. Торпедният офицер Йохан Вибелхоф работи до последно с апаратите, успявайки да изстреля 2 торпеда, а трето блокира в тръбата. По думите на очевидци той загива при детонацията на торпедото в тръбата, причинена от парче от избухнал наблизо снаряд. Друг снаряд попада в полубака и скъсва веригата на една от котвите, която пада в морето. Контраадмирал Ерих Бей разбира след решаващото попадение в котлите, че края е близо и изпраща последното си съобщение: „Ще се бием до последния снаряд“.
Междувременно в 1840ч. адмирал Фрейзър сигнализира на Бърнет, че не вижда смисъл да продължава преследването на по-бързия „Шарнхорст“ и дава заповед „Йоркски херцог“ да поеме курс на юг, съпровождайки конвоя. В този момент му докладват, че немския крайцер губи скорост и той отменя заповедта. Все още опасявайки се „Шарнхорст“ да не се изплъзне, Фрейзър нарежда на ескадрените миноносци да извършат торпедна атака.
Миноносците от съединение „S“ (норвежкия „Сторд“ и британските „Скорпион“, „Сомарез“ и „Савидж“) бързо настигат немския кораб и в 1850ч. са на 60 кабелта. Крайцерът вече няма почти никакви средства за отразяване на атака и това позволява на англичаните да се приближат безпрепятствено на разстояние за торпеден залп. Докато „Саумарез“ и „Савидж“ осветяват целта с осветителни снаряди, приближилите се отдясно „Скорпион“ и „Сторд“ изстрелват по осем 533-милиметрови торпеда от дистанция съответно 1900 и 1650 метра. „Шарнхорст“ рязко сменя посоката надясно, но все пак 3 торпеда улучват целта.
Ред е на „Савидж“ и „Сомарез“. В 1855ч. (докато „Скорпион“ и „Сторд“ осветяват целта) първия изстрелва 8 торпеда от 3200 метра, а втория, приближил се неблагоразумно на 1600 метра, попада под огъня на оцелелите малки оръдия на десния борд на „Шарнхорст“ и на все оше функциониращата кула „Цезар“. На борда на „Сомарез“ от 283-мм снаряд са убити 11 души (офицер и 10 матроса), а други 11 са ранени. Разбит е единия торпеден апарат, но англичаните все пак изстрелват 4 торпеда от другия. Имайки проблеми и със скоростта заради немските снаряди (която пада до 10 възела), „Сомарез“ се оттегля, пускайки димна завеса.
От изстреляните общо 28 торпеда четири удрят целта (едно от „Скорпион“ и 3 от „Савидж“). Всичките са с 340-килограмов заряд. Първото се взривява в десния борд до кула „Бруно“ и блокира механизмите на кулата и входния ѝ люк – оръдейната прислуга дълго време не може да излезе на палубата. Погребът на кулата отново се налага да се наводни. Второто удря котелното отделение на левия борд и предизвиква новоднение на отсеците до противоторпедната преграда. Друго удря кърмата отляво (където вече са наводнени водонепроницаемите отсеци) и поврежда гребния вал. Четвъртото се взривява близо до носа, отново откъм левия борд.
Скоростта на „Шарнхорст“ пада до 12 възела и сега „Йоркски херцог“ се приближава на „пистолетен“ изстрел за 356-мм си оръдия – разстоянието помежду им е 9100 метра. Немския крайцер е заобиколен от всичките 13 британски бойни кораба. В 1901ч. е поправен нацяло артилерийския радар на „Йоркски херцог“ и той подновява огъня, последван от „Ямайка“. „Шарнхорст“ не може даже да отговори достойно на разстрела – двете му носови кули не функционират, а кула „Цезар“ няма боеприпаси. Всички свободни членове на екипажа започват да прехвърлят снаряди от носовите в кърмовата кула и скоро тя започва отново да стреля. По същото време командира на кораба започва да унищожава секретните документи.
В 1907ч., когато разстоянието е 7000 метра и „Шарнхорст“ плава с максимална скорост от 10 възела, адмирал Фрейзър дава заповед и Съединение 1 да открие огън. Четири минути по-късно контраадмирал Ерих Бей получава последно съобщение от щаба на немската група „Север“, уверяващо го, че всички налични подводници, самолети и миноносци са изпратени на помощ на „Шарнхорст“. В 1912ч. „Белфаст“ започва стрелба от 15 500 метра и уцелва крайцера два пъти при третия си залп. Кула „Цезар“ престава да стреля и немския кораб остава само с 2 боеспособни 150-мм оръдия. Фрейзър е наясно, че ще е трудно да се потопи „Шарнхорст“ само с артилерийска стрелба (имайки предвид и боя с „Бисмарк“) и дава заповед за торпедна атака на крайцерите. Скоростта на кораба вече е само 5 възела (заради голямото количество вода, нахлула в корпуса) и той е почти неуправляем. „Белфаст“ прекратява стрелбата в 1917ч. (след общо 5 залпа с 12-те си оръдия от главния си калибър) и се приближава за пускане на торпеда. Същото прави и крайцерът „Ямайка“, изстрелял общо 22 залпа. В 1925ч. „Ямайка“ пуска 2 торпеда от левия си борд (третата тръба се оказва неизправна) от дистанция 3200 метра. След минута „Белфаст“ изстрелва още три от 5700 метра от десния си борд и заобикаля в кръг, за да може да пусне и торпедата от левия. В 1928ч. „Йоркски херцог“ също спира огъня отдалече, за да не уцели някой от приближилите се до „Шарнхорст“ английски кораби – изстрелял е общо 80 залпа (446 снаряда). След торпедата „Ямайка“ дава 36 бързи изстрела със 152-мм си оръдия.
Заради дима е невъзможно да се определят попаденията. В 1930ч. капитан Хинтце дава заповед за напускане на кораба – „Шарнхорст“ е силно наклонен надясно и се върти в кръг със скорост от 3 възела. Стреля само една батарея с две 150-мм оръдия, но и тя спира, когато блокира подемника на боеприпасите. Остава само 20-милиметровото зенитно оръдие на върха на кула „Бруно“.
Междувременно са се приближили и миноносците от 36-и дивизион – „Мускетар“ и „Мачлес“ отляво, а „Опортюн“ и „Вираго“ – отдясно. В 1931ч. „Мачлес“ пуска четири торпеда от 1900 метра, а след още две минути – още 4 от дистанция 2300 метра. И двата пъти има по едно попадение. В 1933ч. и „Мускетар“ изстрелва 4 торпеда от десния си борд от 900 метра – отбелязани са три последователни взрива на немския кораб между торпедните апарати и мачтата. Минута след него и „Вираго“ пуска своите торпеда (общо седем от 2500 метра) – попаденията са две. Единствено „Опортюн“ не успява да стреля – голяма вълна залива десния борд на миноносеца и поврежда механизмите на отворения торпеден апарат – налага му се да заобиколи, за да използва апарата на другия борд. В 1937ч. и „Ямайка“ се връща за втора атака – пуснати са 3 торпеда от 3500 метра, две от които уцелват.
Тези попадения вече нямат голям ефект – „Шарнхорст“ гази дълбоко заради наводнените отсеци и всичките торпеда попадат в главния броневи пояс. Крайцерът спира на място, обвит в гъст дим, през който не може да се види нищо – не помагат нито прожекторите, нито изстреляните осветителни снаряди. Вижда се само зарево от силен пожар и се долавят глухи експлозии. В 1945ч. се чува последен силен взрив (вероятно от погребите на носовите кули) и носът на кораба потъва под водата с въртящи се във въздуха винтове. „Шарнхорст“ потъва бързо, като известно време под водата се долавят експлозии. Мястото на потъването е 72° 16' с.ш. и 28° 41' и.д. – приблизително на 160 мили северно от нос Нордкап.
В 1948ч. „Белфаст“ и „Мачлес“ се приближават за нова торпедна атака, но не намират крайцера. Вместо това „Мачлес“ и „Скорпион“ започват да прибират оцелелите от ледените води (първия спасява 6, а втория 30). Изглежда контраадмарал Бей и капитан Хинце са дали спасителните си жилетки на кадети на борда на „Шарнхорст“. Хинце и старши офицера капитан II ранг Ернст Доминик са видени във водата от борда на „Скорпион“, но Хинтце умира, преди да се приближат до него. Доминик въпреки че успява да се хване за хвърленото въже, не успява да се качи на кораба – издърпват го мъртъв.
В 2016ч. адмирал Фрейзър иска потвърждение за потопяването на крайцера. Едва след като в 2030ч. разговаря с оцелели немски матроси, намиращи се на борда на „Скорпион“, които потвърждават потъването на „Шарнхорст“, той нарежда на корабите да напуснат района и да се отправят към Колския полуостров. Последни са „Белфаст“ и „Норфолк“, които търсят оцелели до 2040ч. Английските кораби се оттеглят заради опасността от немски подводници, макар че във водата е възможно да има още оцелели. От 1968 души екипаж се спасяват само 36 – с най-висок чин е унтерофицер Вили Годе.
Англичаните губят 18 души – 7 на „Норфолк“ и 11 на „Сомарез“.
По време на битката по „Шарнхорст“ са изстреляни повече от 2000 снаряда. 446 са 356-милиметрови от „Йоркски херцог“, 161 са 203-мм от „Норфолк“, 874 са 152-мм от „Ямайка“, „Белфаст“ и „Шефилд“, 531 са 133-мм от „Йоркски херцог“, 126 са 120-мм от миноносците и 83 са 102-милиметровите – също от миноносците. Изстреляни са също така и общо 155 осветителни снаряда от 113-мм калибър. Пуснати са 55 торпеда, 11 от тях улучват целта със сигурност.
Адмирал Фрейзър е поразен от действията на немския екипаж. По-късно вечерта, на разбора след сражението, той казва на офицерите си: „Господа, битката с „Шарнхорст“ завърши с победа за нас. Надявам се, че ако на някой от вас някога му се наложи да води кораб в бой с многократно превъзхождащ го противник, ще командва кораба си така доблестно, както бе командван „Шарнхорст“ днес“. На връщане от Мурманск, когато „Йоркски херцог“ минава над мястото на потъване на немския крайцер, адмиралът заповядва във водата да се хвърли венец.
Старши артилерийският офицер капитан III ранг Валтер Бреденбройкер и торпедният офицер Йохан Вибелхоф са наградени посмъртно със златен Германски кръст.
„Шарнхорст“ е последния кораб в германския флот, предприел настъпателни бойни действия. Неговата гибел слага край на заплахата от немските надводни кораби и сериозно влошава положението на германците в Норвегия.

## Капитани
- 7 януари 1939 – 24 септември 1939 г. – Капитан I ранг (KzS – Kapitan zur See) Ото Цилиакс
- 24 септември 1939 – 2 април 1942 г. – Капитан I ранг (KzS) Курт Цезар Хофман
- 2 април 1942 – 13 октомври 1943 г. – Капитан I ранг/ Контраадмирал (KzS/ KAdm) Фридрих Хюфмайер (повишен в контраадмирал на 1 октомври 1943 г.)
- 13 октомври 1943 – 26 декември 1943 г. – Капитан I ранг (KzS) Фриц Хинце (загинал в бой)

## Коментари
1. ↑  Понякога се обозначава като линеен крайцер, във връзка с калибъра на оръдията.